# ゾルピデム
ゾルピデム（Zolpidem）は、イミダゾピリジン系に分類される非ベンゾジアゼピン系の睡眠導入剤に用いられる化合物である。ベンゾジアゼピン受容体作動薬に分類される。脳のGABAA受容体のω1サブタイプに作用することで効果を示す。日本での商品名はマイスリーで、アステラス製薬が販売する。同じく睡眠導入剤のゾピクロン（アモバン）、エスゾピクロン（ルネスタ）、トリアゾラム（ハルシオン）と同様に超短時間作用型であり、寝付きの改善薬として処方される。
麻薬及び向精神薬取締法における第3種向精神薬である。日本では、医薬品医療機器等法の処方箋医薬品と習慣性医薬品に指定されている。

## 開発
ゾルピデムは、フランスのサノフィ・サンテラボ社（現サノフィ）が開発し、1992年に世界で初めて販売が開始される。アメリカではアンビエン（Ambien）、欧州ではStilnoxとして販売される。
日本では2000年8月に藤沢薬品工業から発売された。同社が山之内製薬に吸収合併されたため、現在は山之内の名称を改称したアステラス製薬が継承している。2012年6月に、ゾルピデムの後発医薬品も販売が開始されている。

## 効能・効果
不眠症に適応がある。ただし、統合失調症および躁うつ病に伴う不眠症は除く。
なお、超短時間作用型の睡眠導入剤であるため、夜中に何度も目が覚めるなど早朝覚醒には用いられない。この場合は、ベンゾジアゼピン系などの中間作用型の薬（ニトラゼパムなど）が使用される。
アメリカでは2013年には、女性の方の排出がゆっくりということから、推奨用量を5mgに半減した。覚醒を必要とする作業に支障をきたさないようにし、自動車運転における交通事故リスクを低減する目的である。
他害行為を誘発する傾向はアメリカで認可された睡眠薬ではトリアゾラムに次ぐ。副作用には、夢遊行動、昼間の眠気、めまい、幻覚などがある。骨折などの傷害リスクが高まる傾向がある。台湾の国民保険データの解析によれば、脳卒中、心筋梗塞、癌 のリスク増加が見いだされている。
連用により依存症、急激な量の減少により離脱症状を生じることがある。日本の薬物乱用症例の中でも上位5位に入り乱用されやすい。向精神薬に関する条約のスケジュールIVに指定されている。

### 剤形
5mgおよび10mgのフィルムコート錠。通常は「1シート10錠」だが、先発薬のマイスリーの場合は「1シート14錠」のタイプも存在する。
後発医薬品はほとんどが、ゾルピデム酒石酸塩錠5/10mg「○○」などの名称で統一されている（「○○」は各メーカーの略号が入る）。
日本での包装例
- マイスリー5mg錠、旧・藤沢薬品工業時代。
- マイスリー10mg錠
- 後発医薬品の例

## 禁忌
重篤な肝障害、重症筋無力症、急性狭隅角緑内障、肺性心、肺気腫、気管支喘息及び脳血管障害の急性期には禁忌となる。
日本の添付文書では、禁忌よりも先に夢遊行動の警告が書かれている。これについては、副作用の項を参照のこと。

## 用法・用量
通常、成人には1回5mgから10mgを就寝前に経口投与する。高齢者には1回5mgから投与を開始する。1日10mgを越えないこと

## ガイドライン
高齢者では漫然と長期投与せず、少量使用にとどめる。

## 薬物動態学
0.8時間で血中濃度が最大になった後、速やかに減少する（消失半減期は2.1-2.3時間）。血中濃度が最大になるまでの時間が非常に短く、また消失半減期も非常に短いため、翌朝に眠気や倦怠感などが残りにくいとされる。

## 作用機序
GABAA受容体複合体のベンゾジアゼピン結合部位（ωサブタイプ）に作用し、γ-アミノ酪酸 (GABA) の作用を増強する。ω受容体には2つのサブタイプがあり、ω1サブタイプは催眠鎮静作用に、ω2サブタイプは抗痙攣作用、抗不安作用および筋弛緩作用に深く関与しているものと考えられている。ゾルピデムは、他のベンゾジアゼピン系睡眠導入剤と比較してω1選択性が高く、催眠鎮静作用に比べて、抗不安作用、抗痙攣作用や、筋弛緩作用が弱いのが特徴とされる。また、ベンゾジアゼピン系睡眠薬に比べて反復投与による耐性や依存は形成されにくいが、耐性が生じることはあるため、連用によって効き目が落ちてくる場合はある。
とはいうものの、従来のベンゾジアゼピン系と比較して、やや高い選択性という程度である。

## 副作用
一般的な副作用としては、起床後の眠気やふらつき、倦怠感などが挙げられる。稀に生ずる重大な副作用としては、依存の形成、呼吸抑制、一過性前向性健忘などがある。
日本や添付文書に夢遊行動の警告が書かれている。アメリカでも同様である。

### 夢遊行動
日本の医薬品添付文書では警告表示にて、もうろう状態や夢遊行動があらわれることがあり、記憶がない場合があることが記されている。このような場合には、薬剤を中止することと記載されている。このような警告は、他の非ベンゾジアゼピン系の薬剤であるゾピクロン（アモバン）、エスゾピクロン（ルネスタ）、またベンゾジアゼピン系のトリアゾラム（ハルシオン）でも同様である。2007年には、アメリカ食品医薬品局（FDA）が、睡眠時に自動車の運転を行う（夢遊行動）といった記載を、すべての睡眠薬に対し行った。
アメリカ食品医薬品局 (FDA) によれば、睡眠中に車を運転しようとしたり、食事をするなど異常な行動をひき起こす危険性があることが報告されている。
2008年2月、オーストラリアの医療品委員会は「ゾルピデムには睡眠歩行・睡眠運転・奇妙な行動などの危険な睡眠関連の行動を引き起こす可能性が存在する。ゾルピデムは酒と共に摂取してはならない（因果関係が推認された判例がある）。他の中枢神経抑制薬物との併用には注意を要する。使用は最大で4週間に限られ、かつ厳密な医学的管理下でなければならない」と黒枠警告を行った。
販売会社であるサノフィは、夢遊病の症例は確率が1000人に1人以下の、稀な副作用であると声明を出している。

### 救急医療の利用
アメリカ薬物乱用・精神衛生管理庁（SAMHSA）は、ゾルピデムによる救急医療の利用が、2005年の6,111件から、2010年の19,487件へと、5年間で約3.2倍となったことを警告し、他の薬との相互作用がない単体での副作用でも7,792件とその40%を占めている。夢遊行動、昼間の眠気、めまい、幻覚などの副作用が生じうる。

### がんや脳卒中などのリスク増加
台湾の人口の約99%を占める国民健康保険のデータベースを解析し、ゾルピデムを使用していた睡眠障害のない群でも脳卒中のリスクが、使用しない者に比較して1.37倍であることが見いだされ、使用量の増加がリスクの上昇につながっていることが見いだされた。同様に台湾の国民保険のデータベースを解析し、急性心筋梗塞のリスクは、睡眠障害のない群1.35倍、ある群1.33倍とほぼ同様であった。同様に台湾の国民保険のデータベースを解析し、ゾルピデムを使用しない者に比べ、あらゆる癌を含めて癌のリスクの1.68倍の増加
コホート研究から、特に18-54歳の層でも、睡眠薬を使用しない者に比べて頭部外傷や骨折などの傷害のリスクが1.7倍であり、それ以上の高齢者の1.57倍よりも高かった。

### 他害
アメリカ食品医薬品局(FDA)の有害事象報告システム(AERS)のデータから、殺人や暴力など他害行為の発生率は、睡眠薬のグループでは、トリアゾラム（ハルシオン）の8.7倍に次ぐ、ゾルピデムにおける6.7倍である。

### 依存と離脱
世界保健機関は、1999年にゾルピデムを向精神薬に関する条約のスケジュールIVに指定した。
上述のようなゾルピデムの依存形成の可能性が低いという売り込みをよそに、日本の薬物乱用症例においてベンゾジアゼピン系と非ベンゾジアゼピン系を含めて上位5位に入る。
医療文献では、ゾルピデムの長期的な使用は薬物の耐性の形成や薬物依存、反跳性不眠、中枢神経系関連の副作用に関連する。ゾルピデムは短期的な使用に限られ、最小有効量の投与にとどめることが推奨される。非薬物療法が睡眠の質の改善に推奨される。動物での試験では、げっ歯類ではゾルピデムは耐性形成の可能性がベンゾジアゼピンよりも少ないが、霊長類では耐性形成の可能性はベンゾジアゼピンと同じであった。耐性はいくつかの人ではわずか数週間で形成された。ゾルピデムの突然の中止は、長期間・高用量で服用された場合は特に、精神錯乱、発作、または他の深刻な影響を与える可能性がある。
薬物耐性や身体的依存が形成された場合、治療は通常、離脱症状を最小限に抑えるために数ヶ月にわたって徐々に減量を行う。これはベンゾジアゼピン離脱症候群と同様である。これに失敗した場合、一部の患者では別の方法への切り替えが必要となる場合がある。ジアゼパムまたはクロルジアゼポキシドなどの、長時間作用型ベンゾジアゼピンに置換し徐々に減量していく。時には治療困難な薬物依存者の治療に、フルマゼニルを用いた迅速な解毒入院を用いることができる。
日本では2017年3月に「重大な副作用」の項に、連用により依存症を生じることがあるので用量と使用期間に注意し慎重に投与し、急激な量の減少によって離脱症状が生じるため徐々に減量する旨が追加され、厚生労働省よりこのことの周知徹底のため関係機関に通達がなされた。奇異反応に関して、錯乱や興奮が生じる旨が記載されている。医薬品医療機器総合機構からは、必要性を考え漫然とした長期使用を避ける、用量順守と類似薬の重複の確認、また慎重に少しずつ減量する旨の医薬品適正使用のお願いが出されている。調査結果には、日本の診療ガイドライン5つ、日本の学術雑誌8誌による要旨が記載されている。

### 運転能力の障害
本薬剤内服が運転能力に支障をきたすおそれがあり、その危険性が服用者に自覚されにくいという問題が指摘されている。容量、血中濃度、内服後から経過した時間、飲酒の有無、などが運転能力の障害と関係する可能性がある。
日本の判例では、マイスリーの内服と交通事故（自損事故）との因果関係が裁判で争われ、因果関係が認められた。

### 注意事項
「マイスリー（一般名：ゾルピデム酒石酸塩）：催眠鎮静剤（入眠剤）」と大日本住友製薬の「マイスタン（一般名：クロバザム）：抗てんかん薬」の取り違えが相次いで発生していることを受け、両社は2018年10月23日、医療機関に防止策の検討を依頼した。処方・調剤の際に薬効と販売名を確認し、処方オーダーシステム上で薬効名やアラートを表示させるなどの方法を例示している。

## 意識障害回復の可否
また、1999年に遷延性意識障害となった人へ投与したところ意識が一時的に回復（その後薬の効果がなくなると共に昏睡状態に戻る）した ことから、現在その効果についての臨床試験が行われており、一部の被験者には実際に効果が出ている報告も上がっている。
しかし、60人の被験者にて調査したところそのような効果は確認できなかった。